# Stanislav Birner
Stanislav Birner (11 de octubre de 1956) es un extenista profesional checoslovaco.
Birmer alcanzó la mayoría de sus éxitos en el tenis jugando en la categoría de dobles masculinos. Jugando en esta categoría ganó dos títulos. Logró alcanzar el puesto 43 en 1987 en el ranking mundial de la citada categoría.   

## Títulos en la categoría de dobles
| Resultado  | N.º | Fecha | Torneo                              | Superficie    | Compañero         | Oponentes en la final        | Resultado en la final |
| ---------- | --- | ----- | ----------------------------------- | ------------- | ----------------- | ---------------------------- | --------------------- |
| Subcampeón | 1.  | 1979  | Torneo de Tenis de Berlín, Alemania | Tierra batida | Jorge Andrew      | Carlos Kirmayr Ivan Lendl    | 2–6, 1–6              |
| Subcampeón | 2.  | 1980  | Torneo de Niza, Francia             | Tierra batida | Jiří Hřebec       | Chris Delaney Kim Warwick    | 4–6, 0–6              |
| Ganador    | 1.  | 1983  | Torneo de Ginebra, Suiza            | Tierra batida | Blaine Willenborg | Joakim Nyström Mats Wilander | 6–1, 2–6, 6–3         |
| Subcampeón | 3.  | 1983  | Volvo Grand Prix 1983, Italia       | Moqueta       | Stefan Simonsson  | Bernard Mitton Butch Walts   | 6–7, 6–0, 3–6         |
| Ganador    | 2.  | 1984  | Torneo de Bari, Italia              | Tierra batida | Libor Pimek       | Marcel Freeman Tim Wilkison  | 2–6, 7–6, 6–4         |
| Subcampeón | 4.  | 1987  | ATP Praga, Checoslovaquia           | Tierra batida | Jaroslav Navrátil | Miloslav Mečíř Tomáš Šmíd    | 3–6, 7–6, 3–6         |
| Subcampeón | 5.  | 1987  | Torneo de Basilea, Suiza            | Dura          | Jaroslav Navrátil | Anders Järryd Tomáš Šmíd     | 4–6, 3–6              |